# Hardtberg

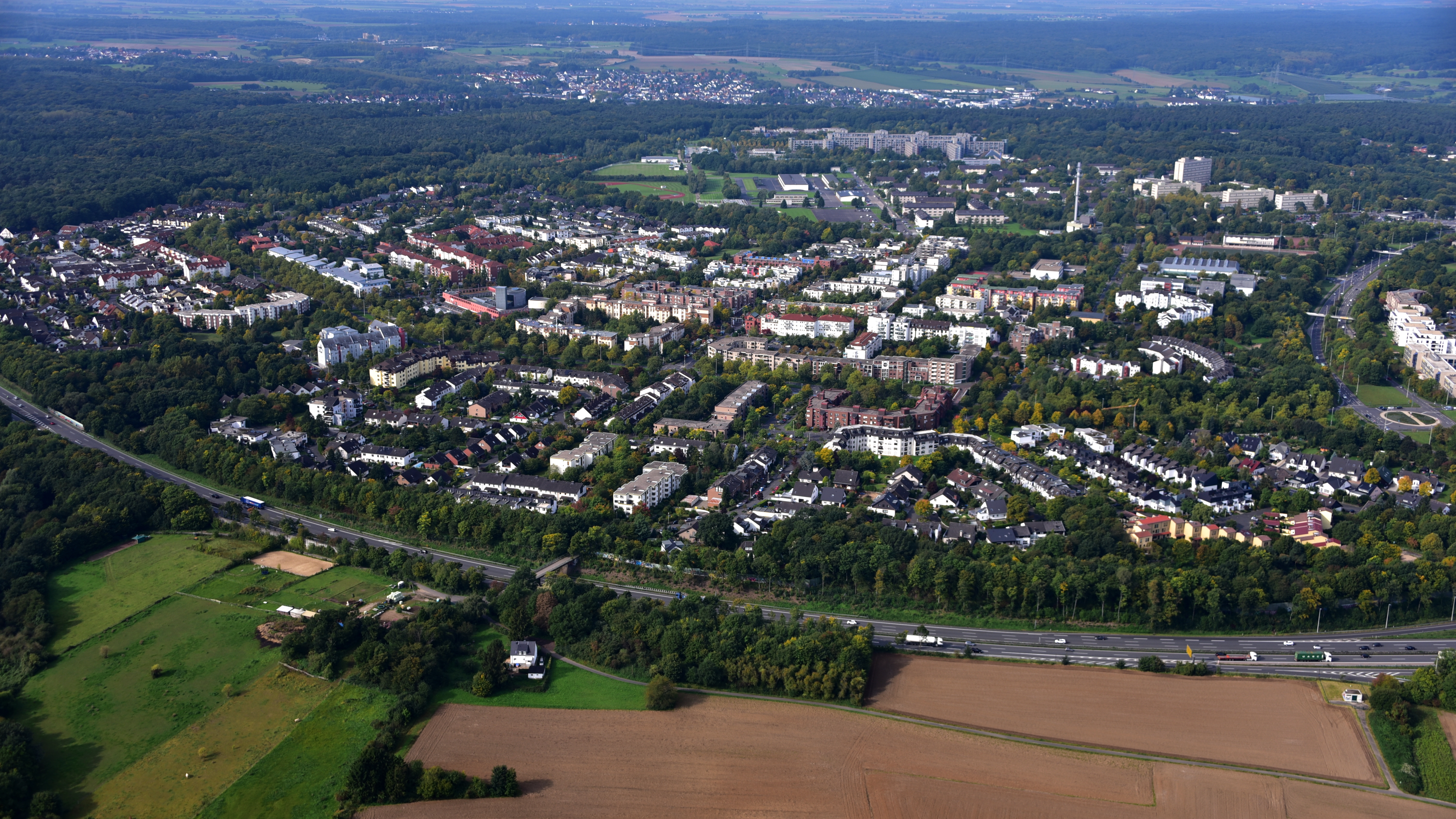
Hardtberg, Brüser Berg, Luftaufnahme (2017)

Hardtberg ist einer der vier Stadtbezirke der Bundesstadt Bonn mit 34.576 Einwohnern (31. Dezember 2020). Er wurde 1969 im Zuge der kommunalen Neugliederung aus den Ortsteilen Duisdorf, Hardthöhe und Lengsdorf, die bis dahin zum Amt Duisdorf gehörten, gebildet. Die Neubausiedlung Brüser Berg kam 1974 als vierter Ortsteil hinzu, Medinghoven liegt als nichtoffizieller und zu Duisdorf gehörender Ortsteil im Westen des Stadtbezirks. Die Fläche des Ortsteils Hardthöhe wird gänzlich vom Bundesministerium der Verteidigung eingenommen, das dort seinen Hauptsitz hat. Benannt ist Hardtberg nach dem gleichnamigen, 156,1 m ü. NHN liegenden Berg, der im Westen des Stadtbezirks liegt.
Neben dem Bundesverteidigungsministerium ist Hardtberg Standort von Bundeslandwirtschafts-, Bundesgesundheits-, Bundeswirtschafts- und des Bundesfamilienministeriums.
Hardtberg pflegt seit 1967 eine Partnerschaft mit der französischen Stadt Villemomble.

## Politik

### Bezirksvertretung
Die 19 Sitze der Bezirksvertretung teilen sich folgendermaßen auf:
| Sitzverteilung in der Bezirksvertretung Hardtberg 2020Insgesamt 19 Sitze - Linke: 1 - SPD: 3 - Grüne: 5 - BBB: 1 - CDU: 7 - FDP: 1 - AfD: 1 Bezirksvertretungswahl 2020in Prozent %403020100 33,426,516,27,16,04,84,41,7 CDUGrüneSPDBBBLinkeAfDFDPSonst.Gewinne und Verlusteim Vergleich zu 2014 %p 14 12 10 8 6 4 2 0 −2 −4 −6 −8−7,6+13,8−6,5+2,3−0,2+4,8−0,7−5,7CDUGrüneSPDBBBLinkeAfDFDPSonst. |

### Bezirksbürgermeister
- 1969–1984: Heinz Keiser (CDU)
- 1984–2008: Gerhard Lorth (CDU)
- 2008–2020: Petra Thorand (CDU)
- 2020–2023: Christian Held, geb. Trützler (Grüne)[3][4]
- seit 2023: Peter Leonhardt (Grüne)[5]

## Verkehr
Im Osten des Stadtbezirks verläuft die Bundesautobahn 565 mit den Anschlussstellen Bonn-Lengsdorf (8) und Bonn-Hardtberg (9). Entlang des Hardtbergs verläuft der Konrad-Adenauer-Damm, eine autobahnähnliche Straße, die Teil der Nordwest-Umgehung Bonns ist.
Die Bundesstraße 56 verläuft im Westen Hardtbergs, wo sich auch die Trasse der Voreifelbahn mit dem Haltepunkt Bonn-Duisdorf befindet.
Langfristig geplant ist eine Straßenbahnlinie vom Bonner Hauptbahnhof bis zur Hardthöhe (Westbahn), die zum Teil die bestehenden Busverbindungen ersetzen soll.

## Öffentliche Einrichtungen
In Duisdorf befindet sich das Rathaus Hardtberg.
Der Stadtbezirk verfügt über sieben Grund- und Hauptschulen, drei Förderschulen, zwei Realschulen, zwei Gymnasien sowie ein Berufskolleg (Rhein-Sieg-Kreis) und eine Zweigstelle der Volkshochschule der Bundesstadt Bonn.

## Sehenswürdigkeiten

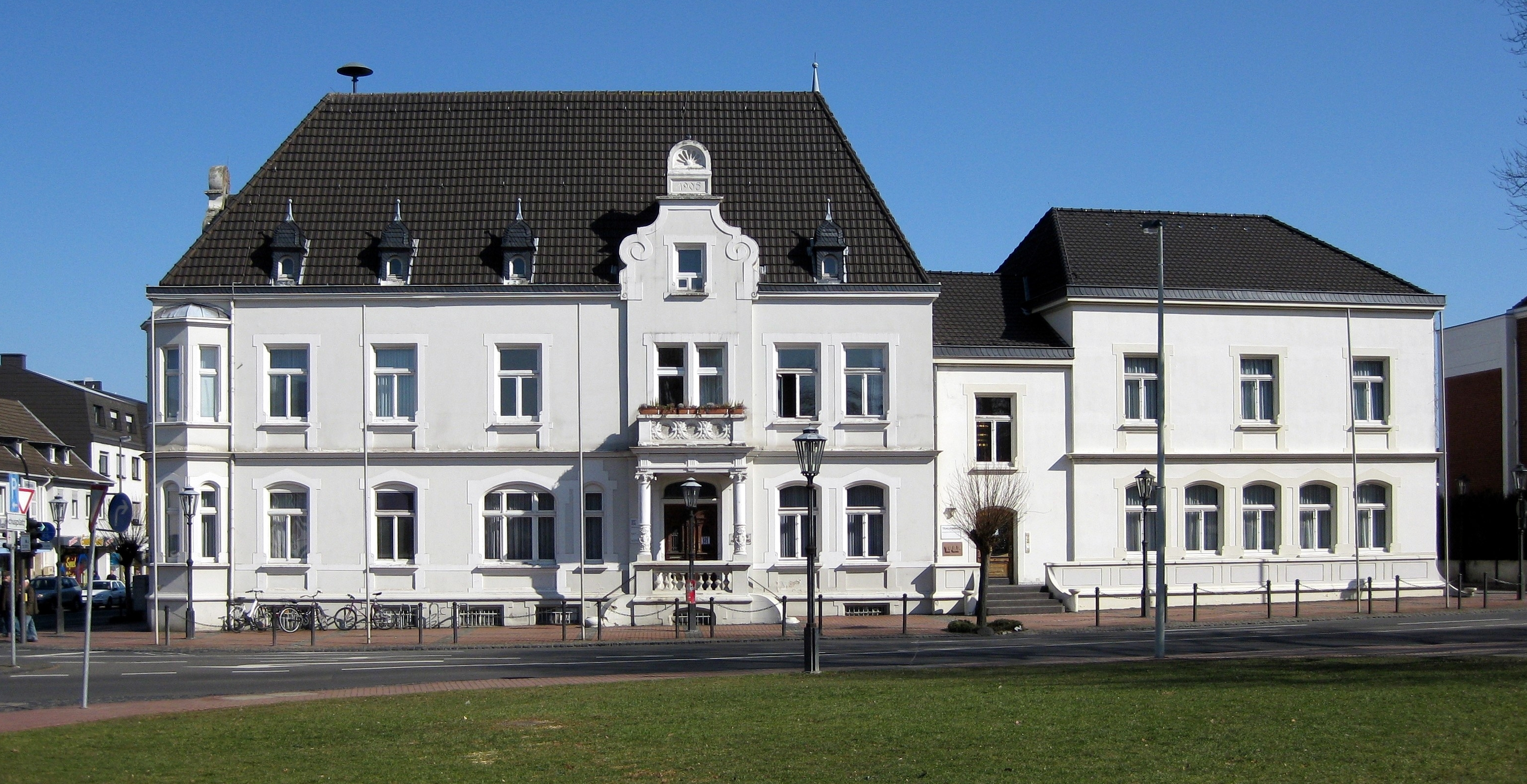
Rathaus Hardtberg in Duisdorf

- Liste der Baudenkmäler in Hardtberg
- Kurfürstenquelle
- St. Peter (St. Petri-in-Ketten)
- Burg Medinghoven
- Rathaus Hardtberg

## Kunst und Kultur
Das „Kulturzentrum Hardtberg“ wird vom Verein „Hardtberg Kultur“ betrieben. Weitere Träger der Kulturarbeit im Stadtbezirk sind:
- die Volkshochschule Bonn
- die Musikschule Bonn
- die Künstlergruppe Semikolon
- das Theater im Keller (tik)
- der Musikverein Bonn-Duisdorf (gegr. 1949 e. V.)

## Sport
Im Ortsteil Brüser Berg liegt die Hardtberghalle, die bis 2008 Austragungsort der Heimspiele der Telekom Baskets Bonn war. Neue Heimstatt der Telekom Baskets Bonn ist seit Sommer 2008 der vereinseigene „Telekom Dome“ unterhalb des Brüser Bergs im Ortsteil Duisdorf.
Der TKSV Duisdorf ringt seit der Saison 2010/2011 wieder in der 1. Bundesliga.
Das Hardtbergbad im Stadtbezirk Hardtberg ist das höchstgelegene Bad von Bonn und das einzige kombinierte Hallen- und Freibad der Stadt.